# 侯淵
侯 淵（こう えん、? - 535年）は、中国の北魏末から東魏にかけての軍人。『北史』では侯深と書かれる。本貫は神武郡尖山県。

## 経歴
524年、六鎮の乱が起こると、侯淵は杜洛周の下で従軍した。後に妻の兄の念賢とともに爾朱栄に帰順した。爾朱栄に厚遇を受けて中軍副都督となり、たびたび戦功を挙げた。
528年、孝荘帝が即位すると領左右となり、厭次県開国子に封ぜられた。爾朱栄の下で葛栄を滏口に討ち、戦功が最も多かった。驃騎将軍・燕州刺史となった。韓楼・郝長らが数万人を率いて薊城に拠ると、侯淵は賀抜勝とともに韓楼を討った。529年、元顥が洛陽に入ると、爾朱栄は賀抜勝を連れて元顥を討ち、侯淵を中山にとどめて韓楼に備えさせた。
孝荘帝が洛陽に帰還すると、侯淵は韓楼を討つよう爾朱栄の命を受けたが、配下の兵は少なかった。数百騎を率いて、韓楼の統治域内に侵入し、韓楼の部下の陳周馬の後背に潜伏した。その虚をついて奇襲すると、陳周馬を撃破し、5000人あまりを捕虜とした。夜中に移動して、朝方に薊城の城門の前に現れた。韓楼が驚いて遁走したため、侯淵はこれを追って捕らえた。功績により爵位は侯に進んだ。間もなく侯淵は平州刺史・大都督となり、范陽に駐屯した。
530年、爾朱栄が殺害されると、侯淵は爾朱栄のために哀悼を捧げ、兵を集めて南に向かった。孝荘帝は東萊王元貴平を大使として、范陽を帰服させようとした。侯淵は偽って元貴平に降り、元貴平が信じたところを捕らえた。中山に進軍すると、行台僕射の魏蘭根が迎撃してきたが、侯淵はこれを撃破した。元曄が擁立されると、侯淵は彼に帰順しようとした。常山郡太守の甄楷が井陘に駐屯していたので、侯淵はこれまた撃破した。元曄により驃騎大将軍・儀同三司・定州刺史・左軍大都督に任ぜられ、漁陽郡開国公に封ぜられた。531年、節閔帝が擁立されると、侯淵は開府儀同三司の位を加えられた。幽州刺史の劉霊助が挙兵し、安国城に駐屯すると、侯淵は叱列延慶らとともに劉霊助を討ち捕らえた。後に爾朱兆の下で広阿で高歓と戦った。爾朱兆が敗走すると、侯淵は高歓に降った。532年、高歓の下で韓陵の戦いに参加し、爾朱氏を破った。斉州刺史に任ぜられた。
534年、侯淵は兗州刺史の樊子鵠や青州刺史の東萊王元貴平とひそかに連絡しあった。孝武帝が関中に入ると、侯淵は孝武帝に就こうと考えた。東魏の汝陽王元暹が斉州刺史に任ぜられてやってきたが、侯淵は元暹を斉州城に入れようとしなかった。斉州の民の劉桃符らが元暹を西城に引き入れたため、侯淵は敗れて逃走し、妻子や部下は元暹の捕虜となった。高歓は侯淵を懐柔し、侯淵が斉州に戻ると、元暹は侯淵に部下を返した。
ときに東萊王元貴平は斛斯椿と連係し、東魏の派遣した青州刺史を受け入れようとしなかった。侯淵は高陽郡を攻め落とすと、部下の多くを城中に残して、自らは軽騎を率いて城外に出た。夜間に青州に赴き、青州の人々に流言を吹きこむと、青州城の人々は恐れて元貴平を捕らえて降った。侯淵は叛服を繰り返していたので、不安に駆られて元貴平を斬り、首級を鄴都に送った。
535年、樊子鵠が平定されると、封延之が青州刺史に任ぜられた。侯淵は州刺史の任を得られなかったため、光州を襲って叛いた。前膠州刺史の賈璐を平原で捕らえ、青州を夜襲して前廷尉卿崔光韶を捕らえるなど、郡県を劫略した。部下の反抗に遭ったため、南朝梁に亡命しようとしたが、南青州の南境で斬られた。

## 伝記資料
- 『魏書』巻八十 列伝第六十八
- 『北史』巻四十九 列伝第三十七